# Cotonou IV
Cotonou IV è un arrondissement del Benin situato nella città di Cotonou (dipartimento del Litorale) con 42.227 abitanti (dato 2006).